# 59. Nemzetközi Matematikai Diákolimpia
Az 59. Nemzetközi Matematikai Diákolimpiát (IMO 2018) Kolozsváron, Romániában rendezték 2018. július 3. és 14. között. Százhét ország 594 versenyzője vett részt. A magyar csapat négy ezüst- és két bronzéremmel a 15. lett az országok közötti pontversenyben.

## Országok eredményei pont szerint
Az országonként elérhető maximális pontszám 252 pont volt. Az első 20 helyezett eredményei:
|     | Ország             | Pont | Arany | Ezüst | Bronz | D |
| --- | ------------------ | ---- | ----- | ----- | ----- | - |
| 1.  | USA                | 212  | 5     | 1     | 0     | 0 |
| 2.  | Oroszország        | 201  | 5     | 1     | 0     | 0 |
| 3.  | Kína               | 199  | 4     | 2     | 0     | 0 |
| 4.  | Ukrajna            | 186  | 4     | 2     | 0     | 0 |
| 5.  | Thaiföld           | 183  | 3     | 3     | 0     | 0 |
| 6.  | Tajvan             | 179  | 3     | 1     | 2     | 0 |
| 7.  | Dél-Korea          | 177  | 3     | 3     | 0     | 0 |
| 8.  | Szingapúr          | 175  | 2     | 3     | 1     | 0 |
| 9.  | Lengyelország      | 174  | 1     | 5     | 0     | 0 |
| 10. | Indonézia          | 171  | 1     | 5     | 0     | 0 |
| 11. | Ausztrália         | 169  | 2     | 3     | 1     | 0 |
| 12. | Egyesült Királyság | 161  | 1     | 4     | 0     | 1 |
| 13. | Japán              | 158  | 1     | 3     | 2     | 0 |
| 13. | Szerbia            | 158  | 2     | 2     | 2     | 0 |
| 15. | Magyarország       | 157  | 0     | 4     | 2     | 0 |
| 16. | Kanada             | 156  | 0     | 5     | 1     | 0 |
| 17. | Olaszország        | 154  | 0     | 4     | 2     | 0 |
| 18. | Kazahsztán         | 151  | 0     | 4     | 2     | 0 |
| 19. | Irán               | 150  | 1     | 3     | 1     | 1 |
| 20. | Vietnám            | 148  | 1     | 2     | 3     | 0 |

## A magyar csapat
Az egyénileg elérhető maximális pontszám 42 volt. A magyar csapat tagjai:
| Név                 | Évfolyam | Iskola                                                          | Város       | Pontszám | Díj   |
| ------------------- | -------- | --------------------------------------------------------------- | ----------- | -------- | ----- |
| Bukva Balázs        | 12.      | Budapesti Fazekas Mihály Gyakorló Általános Iskola és Gimnázium | Budapest    | 29       | Ezüst |
| Gáspár Attila       | 12.      | Földes Ferenc Gimnázium                                         | Miskolc     | 29       | Ezüst |
| Imolay András       | 12.      | Budapesti Fazekas Mihály Gyakorló Általános Iskola és Gimnázium | Budapest    | 28       | Ezüst |
| Janzer Orsolya Lili | 12.      | Budapesti Fazekas Mihály Gyakorló Általános Iskola és Gimnázium | Budapest    | 26       | Ezüst |
| Egri Máté           | 12.      | Bolyai János Gyakorló Általános Iskola és Gimnázium             | Szombathely | 24       | Bronz |
| Matolcsi Dávid      | 11.      | Budapesti Fazekas Mihály Gyakorló Általános Iskola és Gimnázium | Budapest    | 21       | Bronz |

Gáspár Attila harmadszor, Matolcsi Dávid másodszor vett részt a diákolimpián.
A csapat vezetője Pelikán József, helyettes vezetője Dobos Sándor volt.